# Świt (gmina Cekcyn)
Świt (niem. Schwiedt) – osada leśna w Polsce położona w województwie kujawsko-pomorskim, w powiecie tucholskim, w gminie Cekcyn nad rzeką Brdą przy drodze łączącej drogę Tuchola-Bydgoszcz z miejscowością Szumiąca, ok. 6 km o Tucholi. Siedziba leśnictwa Świt (dawniej nadleśnictwo). Ujście rzeki Stążka (Ruda) do rzeki Brdy.
W latach 1975–1998 miejscowość należała administracyjnie do województwa bydgoskiego.

## Ochrona przyrody
Świt położony jest w rezerwacie przyrody Dolina Rzeki Brdy na terenie Tucholskiego Parku Krajobrazowego.
W obrębie osady znajduje się 26 pomników przyrody w tym m.in.:
- dęby szypułkowe (największy o obwodzie w pierścienicy dochodzącym do 490 cm),
- lipy drobnolistne,
- wiąz szypułkowy,
- cis pospolity,
- sosny zwyczajne,
- głaz narzutowy,
- grupa głazów narzutowych.

Do najbardziej znanych pomników przyrody należą:
- dwie 300-letnie lipy drobnolistne ("Lipy Wyczółkowskiego") o obwodzie w pierścienicy 430 i 390 cm,
- zespół dziewięciu 700-letnich dębów szypułkowych, zwanych napoleońskimi (w tym dąb "Wisielec" o obwodzie w pierścienicy 420 cm),
- grupa głazów narzutowych "Piekło" w pobliskim uroczysku "Piekiełko".

## Turystyka
Świt jest ważnym punktem etapowym podczas spływów kajakowych rzeką Brdą (pole namiotowe, wygodny dojazd). Leży na jednym z trudniejszych jej odcinków. Jest to przełomowy fragment rzeki Brdy, charakteryzujący się szybkim nurtem, zalegającymi w korycie głazami oraz powalonymi drzewami.
Przez Świt przebiegają szlaki turystyczne:
- piesze
  -  szlak "Brdy" : Konarzyny - Bydgoszcz
  -  szlak "Bartłomieja Nowodworskiego" : Plaskosz - Cekcyn
- rowerowe:
  -  BY-6001n Bydgoszcz - Chojnice
  -  lokalny szlak "Do Piekiełka nad Brdą" CTU - 208y: Cekcyn - Świt - Cekcyn.

W okresie luty-wrzesień 2011 powiat tucholski w ramach projektu „Bory Tucholskie – w labiryntach natury” zrealizował budowę ścieżki rowerowej Tuchola – Świt – Tuchola o długości 6,37 km.

## Ciekawostki
Podczas przemarszu wojsk napoleońskich przez Bory Tucholskie, na nocleg zatrzymał się tutaj Napoleon Bonaparte. Drzewa znajdujące się przy drodze przechodzącej przez osadę, służyły podobno jako szubienice, na których wykonywano wyroki na dezerterach. Dzisiaj aleja przydrożnych dębów (z których część jest pomnikami przyrody) nosi nazwę napoleońskich lub wisielczych. A jedno z drzew nazwano: "Wisielec".